# Eletica usanguana
Eletica usanguana es una especie de coleóptero de la familia Meloidae.

## Distribución geográfica
Habita en Tanganica (África).